# Vincenzo Belli
Vincenzo Belli (Torino, 1710 – Roma, 1787) è stato un orafo e argentiere italiano.

## Biografia
Vincenzo Belli, figlio di Bartolomeo, è il capostipite di una famiglia di argentieri che fu attiva a Roma fino al 1867 ca. A Torino egli lavorò presso botteghe che eseguivano argenterie per casa Savoia. Si trasferì poi a Roma, dove ebbe una sua bottega dal 1741 - anno in cui prese la patente di argentiere - fino al 1787. Il suo marchio era V B. La sua bottega in un primo tempo si trovava accanto alla Chiesa di San Luigi dei Francesi, fu poi trasferita nei pressi del Teatro Valle. Suo figlio Giovacchino, nato a Roma nel 1756, continuò la sua opera nella bottega di via del Teatro Valle e divenne console dell'Università degli orefici di Roma. Vincenzo Belli realizzava le sue argenterie secondo il gusto del più ricco barocchetto romano.
Il busto-reliquiario in argento sbalzato di San Lanno porta la data 1754 nella iscrizione alla sua base. Il punzone V B, il bollo camerale e il numero progressivo 254 dell'argentiere sono stampigliati sul collo, sul petto e anche sullo stemma Barberini. L'iscrizione si riferisce a Giulio Cesare Colonna, duca di Vasanello, e a sua moglie Cornelia Barberini che donarono il busto-reliquiario alla chiesa di Santa Maria Assunta di Vasanello, dove è tuttora conservato.
A Roma, al Museo di Palazzo Venezia si conserva una brocca con bacile per pontificale, in argento dorato, recante lo stemma del vescovo di Orvieto Paolo Francesco Antamoro. Il corpo ovoidale della brocca è ornato a sbalzo con tralci e con grappoli di uva. Il bacile ha spighe di grano e tralci con foglie e uva. Nelle collezioni Torlonia sono presenti due grandi zuppiere d'argento, di straordinario effetto decorativo, con teste di fauno e pampini. I manici sono forgiati a forma di delfini.
Un messale con custodia d'argento è nel convento di San Francesco, a Todi e un calice d'argento dorato è nella Chiesa di San Lorenzo in Damaso, a Roma. Nel Tesoro della Basilica di Santa Maria Maggiore c'è il busto-reliquiario di San Marcellino papa, ricoperto da una lamina di argento dorato, sbalzato e decorato con pietre preziose.
A Savona, al Museo del tesoro del Santuario di Nostra Signora della Misericordia, che ha sede nel palazzetto del Duca di Tursi, si conserva un Reliquiario della Croce di argento dorato di Vincenzo Belli. Due suoi piatti in argento dorato, con lo stemma del cardinale Muzio Gallo, sono nel Tesoro di San Pietro, in Vaticano. Nel Museo diocesano della Concattedrale di San Flaviano, a Recanati, c'è una copertura per messale in lamina d'argento, realizzata da Belli tra il 1767 e il 1769, per il vescovo Ciriaco Vecchioni: su un piatto è raffigurato San Flaviano vescovo e sull'altro la scena del suo martirio.
Vincenzo Belli lavorò anche argenterie dorate per la tavola, come servizi per la cioccolata con vassoio su piedini, con eleganti sostegni per i piattini e per le tazze di porcellana e con versatoio tutto in argento sbalzato e dorato. Eseguì eleganti lucerne in argento, con minuscolo paralume e attrezzi per manutenzione della lampada, pendenti da catenelle applicate al fusto. Un imponente servizio da tavola egli realizzò nel 1775, per le nozze tra il principe Giuseppe Rospigliosi e Ottavia Odescalchi. Belli produsse anche oggetti minuti, come acquasantiere in foglia d'argento sbalzato, con Madonna o con angeli, da utilizzare come capoletto. Realizzò saliere in argento dorato.